# Соломонові Острови на літніх Олімпійських іграх 2020
Соломонові Острови на літніх Олімпійських іграх 2020 представляли три спортсмени у трьох видах спорту.